# الوفیتای
الوفیتای (به فرانسوی: Alofitai) یک منطقهٔ مسکونی در فرانسه است که در والیس و فوتونا واقع شده‌است.

## خصوصیات
الوفیتای ۲ نفر جمعیت دارد.